# Сытник, Виктор Григорьевич
Ви́ктор Григо́рьевич Сы́тник (27 октября 1935, Харьков — 18 апреля 2016, Екатеринбург) — советский и российский театральный актёр, артист оперетты, художник. Народный артист РСФСР (1978).

## Биография
Детство и юность провел в Харькове. Затем поступил в Харьковский театральный институт. После окончания института получил распределение в Симферопольский драматический театр, но уже через два года его приняли в Харьковский театр музыкальной комедии.
В 1962 году в Харькове был главный режиссёр Свердловского ТМК В. А. Курочкин, который пригласил Сытника в свой театр.
Яркий комедийный актёр, мастер каскадного амплуа, в Свердловске он сыграл множество ролей, в том числе: Тони в «Принцессе цирка» и Бони в «Сильве» И. Кальмана, барон Розарио в «Чёрном драконе» Д. Модуньо, Жозеф в «Бородатых мальчиках» Н. Минха, Сен-Бриош в «Весёлой вдове» Ф. Легара, Хиггинс в «Моей прекрасной леди» Ф. Лоу.
Особого мастерства достиг в роли Бабса из «Тётки Чарлея» О. Фельцмана, которую он играл более 10 лет, и в воплощении образа провинциального телеграфиста Ятя из мюзикла Е. Птичкина «Свадьба с генералом».
В 1990 году ушёл из театра, вернувшись в 1992 году, чтобы исполнить роль Озгуда Филдинга III в спектакле «В джазе только девушки». Затем был директором и художественным руководителем Театра оперетты «Волшебное ревю».
Знаток истории моды, Сытник известен как художник по костюмам, сценограф. Создал множество театральных костюмов для своих спектаклей. В качестве художника-постановщика оформил несколько спектаклей в театрах Свердловска. Виртуозный исполнитель романсов.
Скончался 18 апреля 2016 года. Похоронен на Широкореченском кладбище.

### Семья
Был женат на Алисе Виноградовой, актрисе, с которой много и успешно выступал в дуэте. Сын — Максим.

## Почётные звания и награды
- заслуженный артист РСФСР (1972)
- народный артист РСФСР (1978)
- ордено Почёта (2006)